# Муссо, Мановар
Манова́р Муссо́ (индон. Manowar Musso; 12 августа 1898 — 31 октября 1948) — деятель рабочего и коммунистического движения Индонезии. Родился в крестьянской семье, окончил среднюю школу. Член «Сарекат ислам» с 1919 г. Участник крестьянского движения в 1920 г. Член Коммунистической партии Индонезии (КПИ) с 1923 г. Член ЦК КПИ, лидер профсоюза почтовых рабочих в 1923—1925 гг. В эмиграции в 1925—1935 гг., 1936—1948 гг. Член исполкома Коминтерна и Профинтерна. После возвращения на родину — генеральный секретарь ЦК КПИ, автор программного документа «Новый путь для Республики Индонезии». Убит в ходе Мадиунского восстания в 1948 г..